# آرتور کاراپتیان (سیاستمدار)
آرتور خاچاطوری کاراپتیان (ارمنی: Արթուր Խաչատուրի Կարապետյան؛ زادهٔ ۵ ژانویهٔ ۱۹۵۶) یک  سیاستمدار اهل ارمنستان است که از تاریخ ۱۹۹۰ تا تاریخ ۱۹۹۵ سمت نمایندگی دوره اول شورای عالی جمهوری ارمنستان را برعهده داشت.

## زندگی‌نامه
در 	۵ ژانویهٔ ۱۹۵۶ در ارمنستان به دنیا آمد . 